# Irene Herradas Martin
Irene Herradas Martin (Madrid, 14 de juny de 1978) és una jugadora de bàsquet madrilenya.
Pivot, debutà a la Lliga Femenina amb el Real Canoe la temporada 1997-98. Ha jugat en diversos equips de la primera competició estatal, Canal Isabel II (1998-99), Deportivo Covibar de la Lliga Femenina 2 amb el qual aconseguí l'ascens a la Lliga Femenina la tempora 2003-04, Agrupació Esportiva Sedis Bàsquet (2005-07), Club Bàsquet Puig d'en Valls (2007-08), Real Canoe (2009-11), Club Bàsquet Las Rozas (2011-12). Es retirà al final de la temporada 2017-18, competint amb trenta-nou anys amb l'Olímpico 64 de la Lliga femenina 2. Internacional amb la selecció espanyola en disset ocasions entre 2003 i 2007, es proclamà subcampiona a l'Europeu de bàsquet de 2007.